# Várady Béla (plébános)
Várady Béla (Kissáró, 1884. november 20. – Taksony, 1953.) római katolikus plébános, a két világháború közötti Csehszlovákia közéleti szereplője.

## Élete
Kokass Kálmán és Burdovics Mária fia. 1898-ban a család felvette a Várady nevet.
Az esztergomi bencés gimnáziumban tanulhatott. Nemeskosúton, majd 1934-1944 között nagycétényi plébános. 1934-ben Simor Mór halála után a nemespanni szlovák anyanyelvű hívek a szlovák nyelvű istentiszteletek ügyében szerettek volna előrelépést elérni, s emiatt összetűzésekre is sor került, illetve tiltakoztak a kinevezése ellen.
Utóda a háború végéig Felber Gyula (1890-1969) volt. A IV. csehszlovákiai magyar dalosünnep egyik fővédnöke volt Komáromban. A második világháború alatt előbb Nyitra-Pozsony k.e.e. vármegyék törvényhatósági bizottságának tagja. A nemeskosúti Országos Keresztényszocialista Párt alapszervezetének elnöke, a Galántai járás közművelődési egyesülete kosúti helyi bizottságának vezetője, 1933-tól a Nyugat-szlovenszkói Gazdasági Egyesület elnöke, a Hanza Szövetkezeti Áruközpont alelnöke, 1938-tól a Magyar Katolikus Sajtóbizottság választmányának tagja.
1939 júliusában Sárón felavatta az országzászlót.
Magyarországon Taksonyba került.